# Világhírű Regények
A Világhírű Regények egy 20. század első felében, 1935–1939 között megjelent magyar szépirodalmi könyvsorozat.

## Jellemzői
A huszadik század első felének ismert kiadója, a Tolnai Nyomdai Műintézet és Kiadóvállalat Rt. számos sorozatot jelentetett meg, ezek egyike volt a Világhírű Regények. Mint egy hirdetésben olvasható: 
„Minden hónap elsején uj regény adunk ki a »Világhírű Regények« című sorozatunkban. Már a sorozat címében benne van programunk:a világirodalom gyöngyeit adjuk az olvasónak. Kitűnő irodalmi csemegéket tálalunk fel olvasóközönségünknek. Egy-egy kötet 320 oldal terjedelmű, gyönyörű félbőr kötésű, és bolti ára 1 pengő 50 fillér. Azok, akik megrendelik a Világhírű Regények tízkötetes sorozatát, egy-egy kötetet 96 fillérért kapnak. [...] Ha ezeket a ragyogó kiállítású regényeket más kiadású, hasonló terjedelmű művekkel összehasonlítjuk, akkor meggyőződhetünk arról, hogy a Világhírű Regények félannyiba sem kerülnek, mint más hasonló könyvek.”
A sorozatot a Tolnai Világlapja, a Délibáb, és a Párisi Divat folyóiratok számaiban előforduló hirdetésekkel lehetett megrendelni, az egyes köteteket a fenti hirdetés szerint „minden könyvkereskedésben” árusították.
A könnyű papírra nyomott, díszes borítóval ellátott kötetek egy-egy korabeli ismertebb hazai vagy külföldi író regényét adták közre magyar nyelven. A kötetek értékét növelte, hogy az íróról, más műveiről a mű elején rövid ismertetés volt található. (A könyvek végégre pedig gyakran a sorozat néhány más kötetének ajánlása került.)
A kötetek kiadási évének azonosítását megnehezíti, hogy a kiadási évet nem tüntették fel a címlapon.

## Kötése
A kötetek barna félbőr kötésben jelentek meg, de az elő és hátoldalon kék vászonborító is volt ezen. Elől kör alakú arany mezőben kék betűkkel a „VILÁGHÍRŰ REGÉNYEK” felirat, mögötte a kiadót jelző nagy T betű volt látható. Az arany körön kívül a négy világtáj irányába arany sarokminta került. A gerincen a barna kötésre felől a kötet szerzője, alulra címe került fekete betűkkel. Középen díszes minta foglalt helyet, ugyancsak fekete színnel.

## Részei
A sorozat a következők köteteket tartalmazta:

### AMagyar könyvészet 1921–1944által ismert kötetek
- Louis Lucien Rogger: Áruló kezek
- Michael Arlen: A zöld kalap
- Claude Avelin: Aki kétszer hal meg
- Honoré de Balzac: A három szerelmes
- Pierre Benoit: Ferté kisasszony
- Pierre Benoit: Az üldözött
- Johan Bojer: A tenger fiai
- Joseph Conrad: Félvér
- Francis Marion Crawford: A bizánci rabszolgalány
- Francis de Croisset: A malakkai asszony
- Fjodor Mihajlovics Dosztojevszkij: A névtelen
- Claude Farrére: A csata
- Gustave Flaubert: Salambo
- Georg Paul Heath: Kényszerházasság
- José Germain – Emil Guerinon: Siva papnője
- José Germain: 10.000 pohár víz
- Rider Haggard: Gyöngyhajadon
- Rider Haggard: A sárga isten
- Rider Haggard: A vörös Éva
- Rudyard Kipling: Kim
- Selma Lagerlöf: A számkivetett
- Gaston Leroux: A nap felesége
- William J. Locke: Az úri csavargó
- William Somerset Maugham: A színes fátyol
- André Maurois: Két asszony között
- Axel Munthe: San Michele regénye I–II.
- Frank Norris: Az örvény
- Maurice Renard: Lerne doktor
- Werner Schelle: Hajsza egy gázálarc után
- Robert Louis Stevenson: A szökevény
- Rudolf Stratz: A fáraó átka
- Rabindranáth Tagore: Hajótöröttek
- Seldon Truss: A halálraítélt
- Ivan Szergejevics Turgenyev: Az őstalaj
- Hugh Walpole: Harmer John pünkösdi királysága
- H. G. Wells: Mr. Blettsworthy a kannibálok szigetén
- Stefan Zweig: Első élmény

### Egyéb forrásból ismert kötetek
- Rider Haggard: Jess[1]
- Manfred Roosen: Snyder Tom tanulsága[2]
- Joseph Conrad: Félvér[3]
- Csurka Péter: Ki vagyok én? (1939)[4]